# Nguyễn Ngọc Thơ
Nguyễn Ngọc Thơ, né le 26 mai 1908 à Long Xuyên et mort le 12 juin 1976 à Saïgon (actuelle Hô Chi Minh-Ville), est un homme politique vietnamien.
Il est le premier ministre de la République du Viêt Nam du 6 novembre 1963 au 30 janvier 1964.